# Scheitellage
Die Scheitellage ist eine geburtshilfliche Haltungsanomalie des Kindes im Mutterleib, sie stellt den ersten Grad der Deflexionshaltung dar. Bei der Scheitellage ist die physiologische Beugung ausgeblieben. In Führung befindet sich die Pfeilnaht zwischen der großen und kleinen Fontanelle. In ca. 15 % der Fälle findet sich ein dorsoanteriore Einstellung, d. h. der Rücken ist vorne. Der geburtsmechanisch wirksame Umfang (Circumferentia frontooccipitalis) beträgt 35 cm. Die Scheitellage wird nicht in allen Lehrbüchern erwähnt.

## Ursache
Für die Entstehung der Scheitellage werden meist Besonderheiten der kindlichen Kopfform verantwortlich gemacht: häufig kleine, runde Köpfe, denen der Zwang zur Beugung fehlt und sogenannte Turmschädel. Außerdem können Missbildungen (z. B. Halstumoren) des Kindes und Beugungsbehinderungen, wie "Hand unter dem Kinn" und Nabelschnurumschlingung, die Ursache sein. Die Scheitellage wird häufig auch bei Frühgeburten beobachtet, sowie bei Totgeburten, da hier die Eigenspannung fehlt.

## Diagnostik
Eine klare Diagnose ist schwierig. Bei der inneren Untersuchung befindet sich die Pfeilnaht zwischen großer und kleiner Fontanelle in Führung, die kindlichen Augenbrauen sind nicht zu tasten, da es sich sonst um eine Vorderhauptslage handeln würde. Bei dorsoposteriorer Einstellung geht die Pfeilnaht den dem Rücken entgegengesetzten schrägen Durchmesser.

## Geburtsverlauf
In der Literatur wird zum einen ein protrahierter Verlauf bei Scheiteleinstellungen beschrieben und zum anderen, dass wenn die Ursache in einem kleinen Kind liegt, die Geburten oft sehr rasch verlaufen. Für die Prognose ist sicherlich auch die Einstellung des Rückens entscheidend (dorsoanterior oder dorsoposterior), darüber werden in der Literatur aber keine Angaben gemacht. 
Da der Damm und das Rektum durch das Hinterhaupt stärker und früher als bei der physiologischen vorderen Hinterhauptslage belastet sind verspürt die Gebärende, bei dorsoanteriorer Einstellung einen vorzeitigen Pressdrang. 
Der Stemmpunkt (Hypomochlion) (bei der dorsoanterioren Einstellung) bei Kopfaustritt ist die Stirn-Haar-Grenze. Es erfolgt eine Beugung, bei der das Hinterhaupt über den Damm geboren wird, das Gesicht wird anschließend mit Blickrichtung auf die Symphyse geboren.

## Therapie und Komplikationen
Es sollte versucht werden, durch Lagerung der Frau auf der Seite der kleinen Fontanelle, bzw. auf der Seite des kindlichen Rückens, die Scheitellage durch Rotation und Beugung in eine regelrechte Hinterhauptslage zu ändern. Kommt es zu einem Geburtsstillstand muss, in Abhängigkeit vom Höhenstand des kindlichen Kopfes, entweder eine vaginal-operative Geburtsbeendigung (Saugglocke oder Forceps) oder ein Kaiserschnitt vorgenommen werden. 
Durch die größere Raumbeanspruchung des kindlichen Kopfes besteht eine erhöhte Verletzungsgefahr der Mutter. Durch den verzögerten Verlauf besteht die Gefahr eines Sauerstoffmangels beim Kind.